# Amphoe Chian Yai
Amphoe Chian Yai (thailändisch อำเภอ เชียรใหญ่) ist ein Landkreis (Amphoe – Verwaltungs-Distrikt) im Südosten der Provinz Nakhon Si Thammarat. Die Provinz Nakhon Si Thammarat liegt in der  Südregion von Thailand, etwa 780 km südlich von Bangkok an der Ostküste der Malaiischen Halbinsel zum Golf von Thailand.

## Geographie
Benachbarte Bezirke (von Norden im Uhrzeigersinn): die Amphoe Pak Phanang, Hua Sai, Cha-uat und Chaloem Phra Kiat. Alle Amphoe liegen in der Provinz Nakhon Si Thammarat.

## Geschichte
Chian Yai wurde am 1. Februar 1937 zunächst als Unterbezirk (King Amphoe) eingerichtet, indem es vom Amphoe Pak Phanang abgetrennt wurde. Am 3. November 1947 wurde Chian Yai zum Amphoe heraufgestuft.

## Verwaltung

### Provinzverwaltung
Amphoe Chian Yai ist in zehn Gemeinden (Tambon) eingeteilt, welche wiederum in 98 Dörfer (Muban) unterteilt sind.
| \| Nr. \| Name \| Thai \| Muban \| Einw.[1] \| \| --- \| --------------- \| --------- \| ----- \| -------- \| \| 1. \| Chian Yai \| เชียรใหญ่ \| 10 \| 04.721 \| \| 3. \| Tha Khanan \| ท่าขนาน \| 11 \| 02.657 \| \| 4. \| Banklang \| บ้านกลาง \| 04 \| 0.0887 \| \| 5. \| Ban Noen \| บ้านเนิน \| 10 \| 02.821 \| \| 6. \| Sai Mak \| ไสหมาก \| 11 \| 04.436 \| \| 7. \| Thong Lamchiak \| ท้องลำเจียก \| 10 \| 04.449 \| \| 10. \| Suea Hueng \| เสือหึง \| 11 \| 02.843 \| \| 11. \| Karaket \| การะเกด \| 12 \| 06.965 \| \| 12. \| Khao Phrabat \| เขาพระบาท \| 09 \| 06.386 \| \| 13. \| Mae Chao Yu Hua \| แม่เจ้าอยู่หัว \| 10 \| 07.419 \| |                 |           |       |        |
| Nr. | Name            | Thai      | Muban | Einw.  |
| 1. | Chian Yai       | เชียรใหญ่   | 10    | 04.721 |
| 3. | Tha Khanan      | ท่าขนาน    | 11    | 02.657 |
| 4. | Banklang        | บ้านกลาง   | 04    | 0.0887 |
| 5. | Ban Noen        | บ้านเนิน    | 10    | 02.821 |
| 6. | Sai Mak         | ไสหมาก    | 11    | 04.436 |
| 7. | Thong Lamchiak  | ท้องลำเจียก | 10    | 04.449 |
| 10. | Suea Hueng      | เสือหึง     | 11    | 02.843 |
| 11. | Karaket         | การะเกด   | 12    | 06.965 |
| 12. | Khao Phrabat    | เขาพระบาท | 09    | 06.386 |
| 13. | Mae Chao Yu Hua | แม่เจ้าอยู่หัว | 10    | 07.419 |

Hinweis: Die fehlenden Geocodes beziehen sich auf die Tambon, aus denen heute der Landkreis Chaloem Phra Kiat besteht.

### Lokalverwaltung
Es gibt zwei Kleinstädte (Thesaban Tambon) im Landkreis:
- Chian Yai (เทศบาลตำบลเชียรใหญ่) besteht aus Teilen der Tambon Chian Yai, Tha Khanan und Thong Lamchiak.
- Karaket (เทศบาลตำบลการะเกด) besteht aus dem ganzen Tambon Karaket.

Außerdem gibt es acht „Tambon-Verwaltungsorganisationen“ (TAO, องค์การบริหารส่วนตำบล) für die Tambon oder die Teile von Tambon im Landkreis, die zu keiner Stadt gehören.